# Faro di Punta Sardegna
Il Faro di Punta Sardegna (in gallurese Faru di Punta Saldìgna, in sardo Faru de Punta Sardinnia) è un faro attivo situato all'estremità settentrionale del promontorio granitico di Punta Sardegna, di fronte all'Arcipelago di La Maddalena, nel comune di Palau, sulle Bocche di Bonifacio.

## Storia
Il faro è stato costruito nel 1913 ed è composto da una torre quadrangolare in granito, alta 15 metri, con balcone e lanterna, in cima ad una casa del custode a 2 piani. L'edificio e la torre sono dipinti di bianco, la cupola della lanterna in grigio metallico. Il faro è stato elettrificato nel 1935 e automatizzato quando l'ultimo guardiano se n'è andato nel 1975; negli anni 1946 e 1947, il guardiano è stato una donna, Genoveffa Balzano. Per vent'anni, il faro è rimasto in completo abbandono fino al 1995, quando la struttura è stata affidata, dalla Marina Militare in libera concessione perpetua, alle Università di Trieste e Cagliari come sede del Gruppo di Geomorfologia Costiera e Marina (OCEANS).
Nel 1998, è stata firmata una convenzione tra le due Università e il Comune di Palau, estesa nel 2008 alla Provincia di Olbia-Tempio. Sono iniziati i lavori di ristrutturazione, effettuati dal Comune, e il Centro di ricerca è stato inaugurato il 3 giugno 2005; può ospitare fino a 16 ricercatori.

## Descrizione
La luce è posizionata a 38 metri sul livello del mare ed emette un flash bianco in un intervallo di 5 secondi visibile fino ad una distanza di 11 miglia nautiche (20 km). La luce è completamente automatizzata, alimentata da un'unità solare e gestita dal Marina Militare con il codice identificativo numero 1030 E.F.; l'edificio è gestito dal Gruppo di Geomorfologia Costiera e Marina.